# Górki Małe (województwo lubuskie)
Górki Małe (niem. Unterweinberge) – wieś sołecka w zachodniej Polsce, w województwie lubuskim, w powiecie zielonogórskim, w gminie Sulechów, usytuowana na prawym brzegu Odry, około 7 km od Sulechowa. Zamieszkiwana przez 176 osób (stan na 30 czerwca 2025). W latach 1975–1998 zlokalizowana w województwie zielonogórskim.
| SIMC    | Nazwa    | Rodzaj    |
| ------- | -------- | --------- |
| 0914183 | Zagórzyn | część wsi |